# Reinoud De Groot
Reinoud De Groot (ur. 1 lipca 1983) – holenderski wioślarz.

## Osiągnięcia
- Mistrzostwa Świata – Linz 2008 – ósemka wagi lekkiej – 3. miejsce[1].